# 7 Pułk Piechoty Liniowej

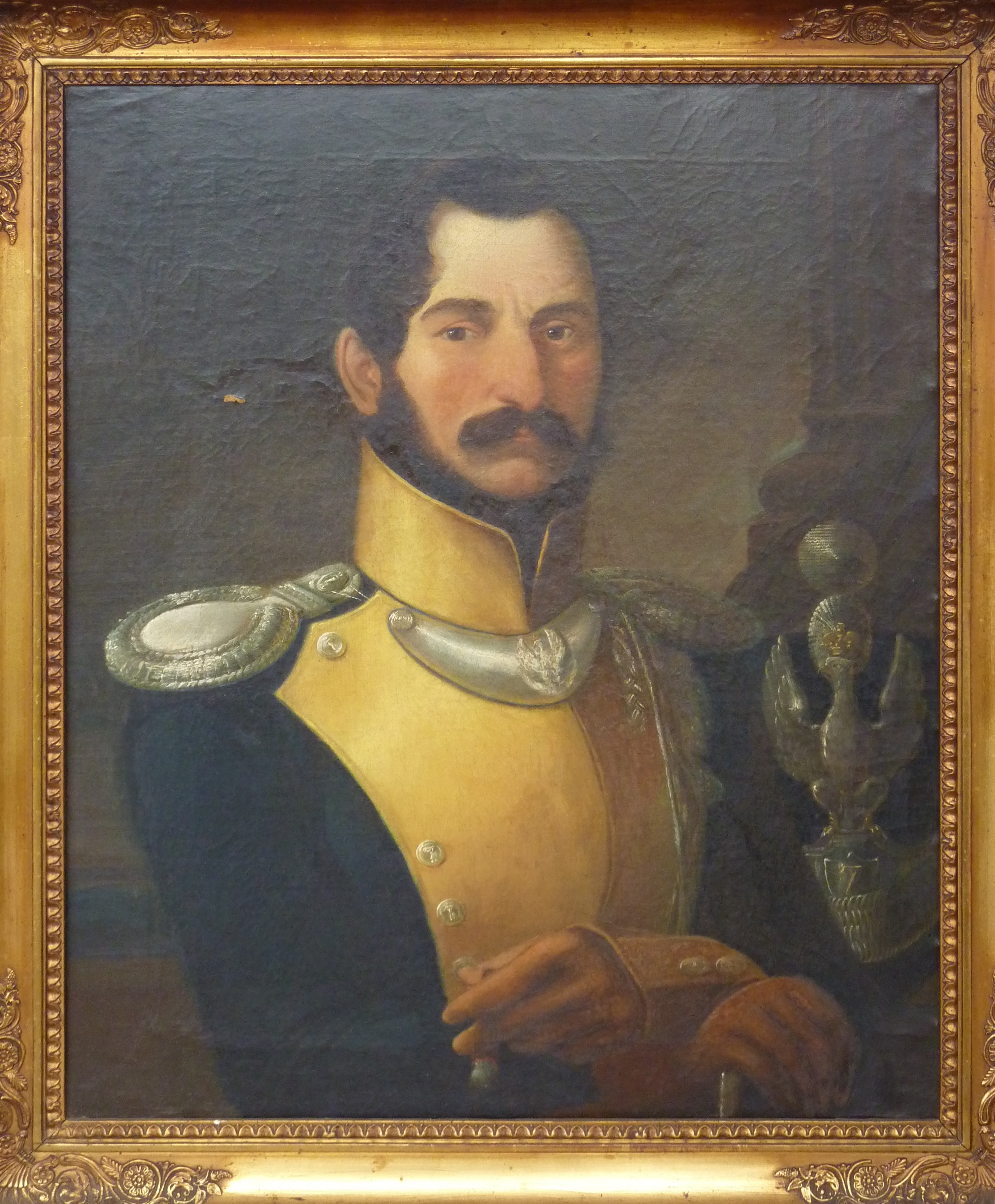
Kapitan 7.pp., Adam Borowski-Jastrzębiec, 1826 r.

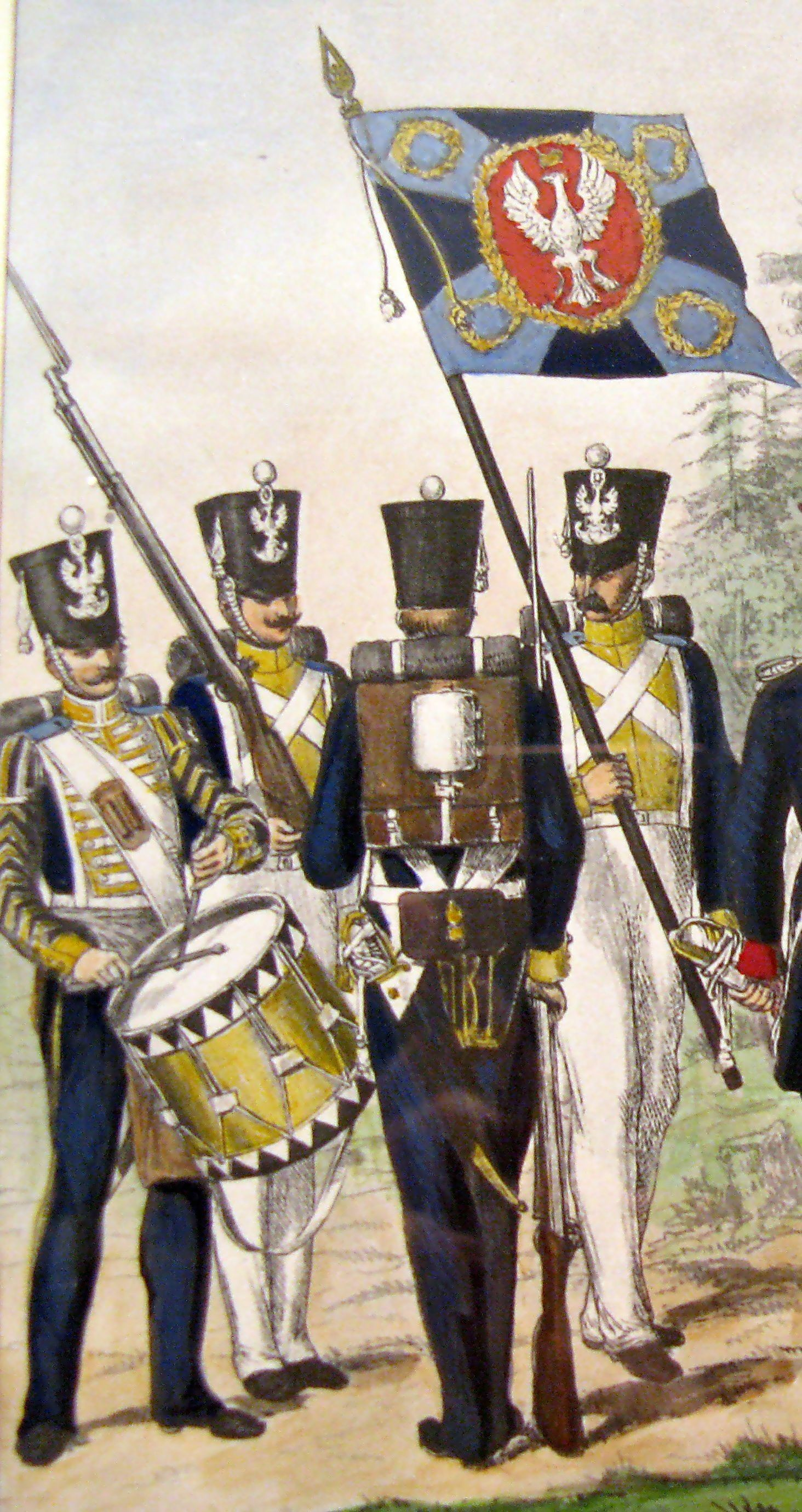
żołnierze 5., 6. i 7. Pułku Piechoty w czasie powstania listopadowego

7 Pułk Piechoty Liniowej – polski pułk piechoty okresu Królestwa Kongresowego.

## Formowanie i zmiany organizacyjne
Sformowany w 1815. Pułk w okresie pokojowym składał się ze sztabu i dwóch batalionów po cztery kompanie, oraz związanych z batalionami dwoma kompaniami rezerwowymi. Stan kompanii wynosił 4-6 oficerów, 14-16 podoficerów i 184 szeregowych. Stan batalionu 830 żołnierzy. Stan pułku: 5 oficerów starszych, 54-55 oficerów młodszych, 160 podoficerów, 72 muzyków, 1664-1676 szeregowych oraz 5 oficerów i 71-82 podoficerów i szeregowych niefrontowych. W sumie w pułku służyło około 2050 żołnierzy. Pierwsze dwie kompanie pułku były kompaniami wyborczymi, czyli grenadierską i woltyżerską, pozostałe centralnymi zwane  fizylierskimi, czyli strzeleckimi.
W czasie wojny przewidywano rozwinięcie pułku do czterech batalionów po 8 kompanii każdy. W każdym batalionie etatu wojennego tworzono na bazie jednej z nowo powstałych kompanii kompanię woltyżerską.
Wchodził w struktury 2 Dywizji Piechoty. Po wybuchu powstania listopadowego zreorganizowano piechotę. Pułk wszedł w skład zreorganizowanej 2 Dywizji Piechoty. 26 kwietnia 1831 przeprowadzono kolejną reorganizacje piechoty armii głównej dzieląc ją na pięć dywizji. Pułk znalazł się w 2 Brygadzie  2 Dywizji Piechoty.

## Dyslokacja pułku
Stanowisko: województwo lubelskie.
Miejsca dyslokacji pododdziałów pułku w 1830:
- sztab - Lublin
- 1 batalion - Lublin
- 2 batalion - Markuszów
- dwie kompanie wyborcze - Warszawa (koszary Aleksandryjskie)[c]

## Żołnierze pułku
Pułkiem dowodzili:
- płk Feliks Grotowski[8] (20 stycznia 1815),
- płk Franciszek Rohland[8] (od 1818, z przerwą w latach 1819 i 1820, w których wakuje dowództwo pułku)
- ppłk Ludwik Oborski (od 6 lutego 1831, płk 6 kwietnia),
- ppłk Marcin Kuczborski (od 16 kwietnia 1831).

## Walki pułku
Pułk brał udział w walkach w czasie powstania listopadowego.
Bitwy i potyczki:
- Warszawa (29 listopada 1830)
- Liw (11 lutego 1831)
- Janówek (18 lutego)
- Wawer (19 lutego)
- Grochów (Olszynka Grochowska, 25 lutego)
- Uścilug (5 marca)
- Dębe Wielkie (31 marca)
- Mińsk (10 kwietnia)
- nad Narwią (18 maja)
- Rajgród (29 maja)
- Wilno (19 czerwca)
- Szawle (8 lipca)
- Powendenie (11 lipca).

W 1831 roku, w czasie wojny z Rosją, żołnierze pułku otrzymali 19 złotych i 16 srebrnych krzyży Orderu Virtuti Militari.

## Uzbrojenie i umundurowanie

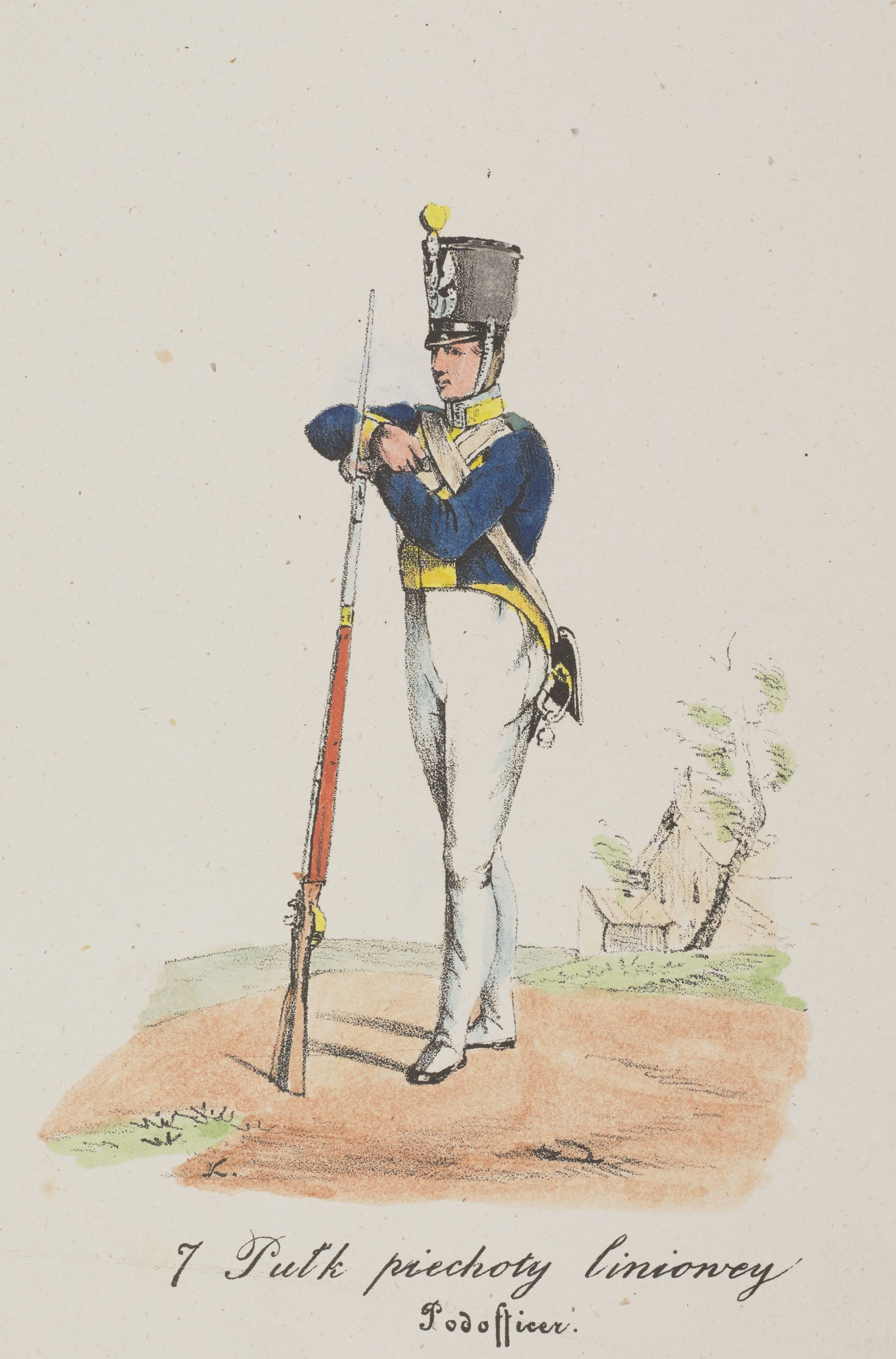
Podoficer 7 Pułku Piechoty Liniowej na litografii Józefa Kondratowicza (1829)

Uzbrojenie podstawowe piechurów stanowiły karabiny skałkowe. Pierwotnie  było to karabiny francuskie wz. 1777 (kaliber 17,5 mm), później zastąpione rosyjskimi z fabryk tulskich wz. 1811 (kaliber 17,78 mm). Poza karabinami piechurzy posiadali bagnety i tasaki (pałasze piechoty). Wyposażenie uzupełniała łopatka saperska, ładownica na 40 naboi oraz pochwa na bagnet. 
Umundurowanie piechura składało się z granatowej kurtki i sukiennych, białych spodni. Naramienniki niebieskie, numer dywizji (2) żółty. Używano czapek czwórgraniastych. Po reformie w roku 1826 wprowadzono pantalony zapinane na guziki. Czapki czwórgraniaste zastąpiono kaszkietami z czarnymi daszkami i białymi sznurami. Na kaszkiecie znajdowała się blacha z orłem, numer pułku oraz ozdobny pompon.

## Chorągiew
Na tle granatowego krzyża kawalerskiego w czerwonym polu, w otoku z wieńca laurowego umieszczony był biały orzeł ze szponami dziobem i koroną złoconą.
Pola między ramionami krzyża – czarne z niebieskim, a w rogach płata królewskie inicjały: A I, później M I z koroną, otoczone wieńcami laurowymi.